# Félicien Kabuga
Félicien Kabuga (Byumba Province (Ruanda-Urundi), 1 de març de 1933) és un empresari ruandès, acusat de finançar i participar en el genocidi de Ruanda. Va néixer a Muniga, a la comuna de Mukarange, prefectura de Byumba, Ruanda, a uns 30 kilòmetres de la frontera entre Uganda i Ruanda. Kabuga va amassar la seva fortuna amb la possessió de plantacions de te al nord de Ruanda, entre altres iniciatives empresarials. Era multimilionari, i estretament connectat al Moviment Republicà Nacional per la Democràcia i el Desenvolupament de Juvénal Habyarimana i a Akazu, un grup informal d'extremistes hutus del nord de Ruanda que ha contribuït fortament al genocidi de Ruanda.
Suposadament Kabuga també era fortament implicat en la fundació i finançament de l'emissora RTLM, així com de la revista Kangura. El 1993, en una reunió de recaptació de fons per RTLM organitzada pel MRND, suposadament Félicien Kabuga va definir públicament el propòsit de RTLM com la defensa de poder hutu. Durant l'anomenat "judici dels mitjans" del Tribunal Penal Internacional per a Ruanda, l'antic presentador de RTLM Georges Ruggiu va nomenar Kabuga com "President Director general" de l'emissora, amb funcions com "presidir RTLM" i "representar RTLM."
Entre gener de 1993 i març de 1994, un total de 500.000 matxets van ser importats a Ruanda, estadísticament un per a cada tres adults hutus al país. Kabuga ha estat nomenat com un dels principals importadors d'aquests matxets.
Kabuga està casat amb Josephine Mukazitoni. Dues de les seves filles estan casades amb dos dels fills de Habyarimana.

## Acusació del TPIR
El 29 d'agost de 1998, la fiscal del Tribunal Penal Internacional per a Ruanda, Carla Del Ponte va processar Kabuga. En l'acusació modificada de l'1 d'octubre de 2004, el fiscal Hassan Bubacar Jallow va acusar Kabuga de:
- Conspiració per cometre genocidi
- Genocidi, o alternativament
- Complicitat en el genocidi
- Incitació directa i pública a cometre genocidi
- Extermini com a crim contra la humanitat.[8]

## Vida com a fugitiu
El juny de 1994, després que Ruanda va ser conquerida pel Front Patriòtic Ruandès, Kabuga fugit del país. D'antuvi va intentar entrar a Suïssa, però se li va ordenar sortir. Va anar a Kinshasa (República Democràtica del Congo, i més tard es creia que residia a Nairobi (Kenya).
El setembre del 1995, abans de qualsevol acusació i abans de ser nomenat com a sospitós de planificador del genocidi, Kabuga havia registrat un negoci anomenat Agència Nshikabem a Nairobi, que operava fora de la zona de Kilimani situada al carrer Lenana de Nairobi.
En un discurs pronunciat el 28 d'agost de 2006, durant la seva visita a Kenya, l'aleshores senador Barack Obama va acusar Kenya de "Permetre-li [Kabuga] comprar un refugi segur". El govern de Kenya va negar aquestes acusacions i va descriure l'al·legat d'Obama pel que fa Kabuga com a "un insult a la gent d'aquest país."
Segons uns informes de juny de 2008 d'un blocaire amb seu a Noruega que es fa dir African Press International (API), Kabuga estava amagat al Oslo, i podria estar tractant d'entregar-se. Les autoritats descartaren aquesta afirmació com un frau.
La cadena de notícies kenyana KTN va informar el 14 de juny de 2008 que Kabuga havia estat arrestat per la Policia de Kenya el dia anterior i que estava tancat a la comissaria de Gigiri a Nairobi. Més tard, el sospitós va resultar ser un professor universitari local, no Kabuga com es pensava, i posat en llibertat. Se sospita que Kabuga està a Kenya, i es creu que es dedica als negocis i que gaudeix de la protecció d'alguns membres del govern de Kenya o d'algunes figures influents del país.
Va ser detingut a París el 16 de maig de 2020 als 84 anys. A el parer vivia als afores de la capital francesa sota una falsa identitat després de 25 anys de persecució.